# ناحیه مرکزی قامشلی
ناحیه مرکزی قامشلی (به عربی: ناحیة مرکز القامشلی) یک ناحیه در سوریه است که در منطقه قامشلی واقع شده‌است. ناحیه مرکزی قامشلی ۲۳۲٬۰۹۵ نفر جمعیت دارد.